# Фиат-Ижорский
«Фиа́т» (также «Фиат» Ижорского завода, «Фиа́т-Ижо́рский», «Фиа́т-Ижо́ра») — лёгкий пулемётный бронеавтомобиль Вооружённых сил Российской империи и Рабоче-крестьянской Красной армии. Разработан на базе шасси автомобиля итальянской фирмы Fiat, производившегося по лицензии в США. Хотя разработка проекта и закупка шасси осуществлялись ещё в 1916 году, массовое производство бронеавтомобилей было развёрнуто лишь после Февральской революции. С 1917 по 1918 год на Ижорском заводе было построено около 80 экземпляров бронеавтомобиля. Бронемашины активно использовались Рабоче-крестьянской Красной армией в боях Гражданской войны, будучи вторыми по численности (после «Остинов» различных типов) в бронечастях Красной армии.

## История создания
К концу 1914 года в Российской Императорской армии существовало всего одно боевое подразделение бронеавтомобилей — 1-я автомобильно-пулемётная рота, располагавшая главным образом пулемётными бронеавтомобилями «Руссо-Балт тип С». Действия роты были весьма успешны, однако к техническим характеристикам машин имелись претензии. Как следствие, командование Русской армии было очень заинтересовано в получении более современных боевых машин. Ряд заводов и мастерских предлагали разнообразные проекты броневиков. Один из них, разработанный инженерами Ижорского завода и Броневого отдела Военной автомобильной школы, был признан весьма перспективным. Однако в реализации проекта возникли проблемы. Если с изготовлением бронекорпусов и вооружения особых затруднений не возникло, то шасси для броневиков превратились для инженеров в настоящую головную боль. Очень скоро стало ясно, что большинство российских автомобилей для этой цели практически не годится, да и их производство было мелкосерийным. В итоге, в начале 1916 года было принято решение заказывать подходящие шасси за границей и бронировать их в России. Работы ощутимо подстёгивали также планы ГВТУ на 1917 год, которые предусматривали значительное увеличение парка бронеавтомобилей: уже к 1 июля 1917 года предполагалось иметь броневиков на 70 автопулемётных взводов и 100%-ный резерв для восполнения боевых потерь, то есть 380 пулемётных и 180 пушечных броневиков. Выполнение столь наполеоновских планов было возможно только при условии закупки шасси за границей.

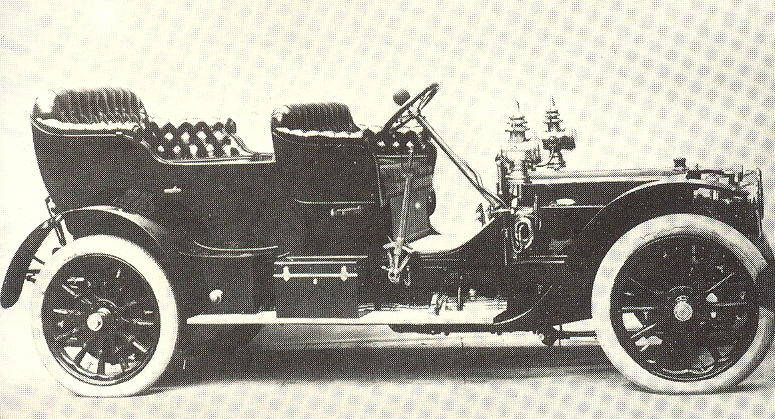
Легковой автомобиль FIAT 50 HP 1907 года выпуска, доработанное шасси которого использовано как база для бронеавтомобиля «Фиат» Ижорского завода.

Одними из наиболее приемлемых были сочтены автомобили итальянской фирмы FIAT, производившиеся по лицензии в США. 21 февраля 1916 года Англо-Русский правительственный комитет в Лондоне заключил с одним из американских заводов фирмы «Фиат» контракт на постройку 90 шасси для бронеавтомобилей. Срок поставки был определён как 1 ноября 1916 года. В качестве базы фирма использовала одно из своих легковых шасси, Fiat 50 HP, которое, однако, подверглось существенному усилению и доработке. В частности, на заднем мосту увеличенной прочности устанавливались двускатные колёса, использовался более мощный двигатель, монтировался второй (кормовой) пост управления. Первая партия данных шасси, получивших заводское обозначение «FIAT тип 55», была отправлена в Россию летом 1916 года. Параллельно Броневой отдел Военной автомобильной школы занялся доработкой первоначального проекта своего бронеавтомобиля с учётом шасси «FIAT тип 55». Итогом работ стали пять проектов бронировки, различавшихся главным образом размещением вооружения. В частности, рассматривались варианты размещения двух спаренных пулемётов в одной башне кругового вращения, по одному в двух башнях, располагавшихся по продольной оси машины, и т. д. Проекты поступили в Комиссию по броневым автомобилям генерал-майора Н. М. Филатова, которая после обсуждения выбрала наиболее удачный вариант и 23 апреля 1916 года официально утвердила его. Летом 1916 года на Ижорском заводе были подготовлены необходимые рабочие чертежи. Постройка опытного образца броневика началась в сентябре, а 2 декабря новая машина совершила свой первый испытательный пробег по маршруту Колпино—Петроград. Вплоть до 16 декабря продолжались испытания, в целом показавшие хорошие результаты. В частности, военные отмечали высокую огневую мощь и хорошие динамические характеристики бронеавтомобиля. Однако были высказаны и замечания, основным из которых являлся наклонный броневой лист перед радиатором, не обеспечивавший нормального охлаждения двигателя, который было решено заменить двустворчатым люком-дверцей (по типу бронеавтомобилей Армстронг-Уитворт). В таком виде бронеавтомобиль был принят для серийного производства.

## Серийное производство
Серийное производство бронеавтомобилей Фиат на Ижорском заводе началось в январе 1917 года. Последовавшие вскоре Февральская революция и период Временного правительства сильно затормозили производство броневиков, однако не остановили его. На 4 октября 1917 года «в различных местах» по дворам завода стояли 16 готовых бронеавтомобилей. Ещё 25 броневиков находились в стадии завершения — во избежание задержек в производстве Правление Завода просило «доставить остальные шасси в самый кратчайший срок». Несмотря на события октября 1917 года работы продолжались, и к апрелю 1918 года завод в общей сложности изготовил 47 броневиков.
29 апреля 1918 года Совет Центроброни заключил с Ижорским заводом договор на бронировку ещё 54 «Фиатов» по цене 30 000 рублей за штуку. К октябрю того же года завод изготовил 33 машины, но затем необходимые шасси кончились.
Таким образом, общее количество выпущенных бронеавтомобилей составило 80 шт.

## Описание конструкции

### Корпус и башни
При проектировании бронекорпуса ижорского «Фиата» русские конструкторы учли недостатки машин, построенных в Англии на схожем шасси. В итоге, компоновка и конструкция бронекорпуса новой машины оказались весьма удачными. Некоторые решения даже были впоследствии заимствованы при проектировании корпусов для броневиков «Остин-Путиловец».
Корпус собирался из катаных листов хромо-никелевой броневой стали толщиной от 4—5 мм (крыша и днище) до 7 мм (лоб, борта, корма, по другим данным — 8 мм), крепившихся при помощи заклёпок к металлическому каркасу из уголков и полос. Бронирование обеспечивало относительную защиту от ружейно-пулемётного огня противника. Обычная винтовочная пуля пробивала бортовой лист с минимального расстояния около 50 метров (около 75 шагов), бронебойная пуля — со 150—200 метров (около 350 шагов). В теории, 5-мм бронирование крыши боевого отделения должно было защитить экипаж от взрыва ручной гранаты. Во избежание поражения экипажа вторичными осколками внутренняя поверхность бортовых панелей обшивалась войлоком. Вес бронирования «Фиата» составлял 1200 кг при общей массе броневика в 5300 кг.
В передней части корпуса размещался моторный отсек. Для облегчения доступа охлаждающего воздуха к радиатору лобовой броневой лист был решён в виде крупной двустворчатой дверцы, створки которой регулировались с места водителя при помощи металлических тяг. Для технологического обслуживания двигателя бронекапот был смонтирован открывающимся. Позади моторного отсека размещалось отделение управления, в котором размещались водитель и командир бронемашины (слева и справа соответственно). Для обеспечения обзора служил крупный люк в лобовом бронелисте кабины с откидной бронекрышкой, выполнявшейся либо цельнолитой, либо двухстворчатой. Бронекрышка имела смотровые щели с механизмом регулировки просвета. Ряд машин вместо одного крупного окна имел два маленьких, также прикрывавшихся бронекрышками. Кроме того, в бортах кабины имелись круглые смотровые порты — «глазки» с бронезаглушками.
В кормовой части корпуса размещалось боевое отделение с двумя цилиндрическими пулемётными башнями, расположенными со смещением по диагонали (слева-спереди и справа-сзади). Такое расположение позволило увеличить углы обстрела и одновременно уменьшить габариты корпуса по ширине в сравнении с поперечным расположением башен. Башни монтировались на кронштейнах и роликах. В целях улучшения вентиляции и условий работы экипажа высота башен в сравнении с более ранними бронемашинами была увеличена. Кроме того, башни были снабжены специальными вентиляционными приспособлениями. Во избежание попадания свинцовых брызг внутрь броневика места соединения башен с корпусом прикрывались горизонтальными броневыми кольцами. Для установки башен в бортах корпуса были сделаны цилиндрические уширения.
Для размещения пулемётчиков в башнях предназначались специальные подвесные брезентовые пояса. Часть машин вместо поясов оборудовалась сиденьями с основаниями, неподвижно заделанными в пол машины.
Посадка и высадка экипажа производилась через две двери с полукруглым верхом, располагавшиеся в бортах корпуса по диагонали (справа-спереди и слева сзади). В верхних частях дверей были вырезаны дополнительные смотровые лючки. Для удобства посадки экипажа устанавливались небольшие подножки.
Кормовая часть корпуса была решена в виде единого наклонного бронелиста со смотровым лючком в левой части, предназначенным для обеспечения обзора с кормового поста управления.
Все двери, люки, щели закрывались изнутри и снаружи могли быть открыты только с помощью специальных ключей. На части серийных машин смотровые щели оснащались пулестойкими стеклоблоками.

### Вооружение
Вооружение броневика являлось достаточно стандартным для своего времени и состояло из двух 7,62-мм пулемётов «Максим» образца 1910 года с водяным охлаждением ствола, монтировавшихся в башнях. Пулемёты устанавливались на зенитных станках с возможным углом возвышения до 80°; горизонтальный сектор обстрела каждого пулемёта составлял 290° при «мёртвом» пространстве в 30 шагов. С внешней стороны башен каждый пулемёт прикрывался двумя боковыми защитными щитками трапециевидной формы. Во избежание быстрого перегрева ствола пулемёта в кормовой части башни размещался небольшой добавочный бак с водой, соединённый с кожухом пулемёта посредством шланга.
Общий боекомплект пулемётов состоял из 6000 патронов в 24 лентах по 250 патронов в каждой, причём по штату 4 ленты были снаряжены патронами с бронебойными пулями. Для удобства размещения пулемётной коробки в башне рядом с каждым пулемётом монтировалась специальная железная корзина.
Ведение эффективного огня было возможно только с коротких остановок. «С ходу» определённая эффективность достигалась только при стрельбе по скоплениям живой силы противника на близкой дистанции.

### Двигатель и трансмиссия
На бронеавтомобиле устанавливался фирменный карбюраторный двигатель воздушного охлаждения мощностью 72 л. с. (52,9 кВт). Запуск двигателя производился с места водителя при помощи электростартёра либо заводной рукояткой снаружи корпуса. Мощность двигателя позволяла броневику развивать скорость до 65—70 км/ч на шоссейной дороге и до 40 км/ч — на рокадах. Скорость движения на реверсе составляла порядка 15—18 км/ч.
Бензобак ёмкостью 80—100 литров, при среднем расходе топлива около 0,8 литра на километр, обеспечивал бронемашине запас хода от 100 до 140 км в зависимости от условий передвижения.
Ходовая часть — заднеприводная (колёсная формула 4 × 2), с зависимой подвеской на полуэллиптических стальных рессорах.
В ходовой части применялись деревянные спицованые колёса артиллерийского типа, односкатные на переднем мосту и двускатные — на заднем. Все колёса имели шины типа «гусматик» с заполнением внутреннего объёма глицерино-желатиновой смесью, обеспечивавшей повышенную пулестойкость и пробег свыше 3000 км. Задние колёса прикрывались сверху полукруглыми бронекрыльями.

### Прочее оборудование
Для движения в тёмное время суток бронеавтомобили оснащались двумя фарами, располагавшимися по обе стороны кабины водителя на специальных кронштейнах. В центре верхнего (наклонного) кормового бронелиста монтировалось крепление для запасного колеса.
Для предотвращения возможного захвата бронемашины противником в каждом бронеавтомобиле предусматривалось наличие подрывного заряда для самоуничтожения.

### Экипаж
Экипаж бронеавтомобиля составлял 5 человек — командир машины, два водителя и два «начальника пулемётов» — стрелка. Однако в условиях некомплекта личного состава бронеавтомобиль в принципе мог обслуживаться экипажем из 4 человек (исключался водитель кормового поста управления).

## Модификации и варианты

### Фиат-Кегресс
2З ноября 1916 года, параллельно с вопросом о постройке опытного бронеавтомобиля «Фиат», Комиссия по броневым автомобилям рассмотрела вопрос об установке на этих машинах оригинального гусеничного движителя прапорщика А. Кегресса. После обсуждения Комиссия приняла решение начинать выпуск «Фиатов» без движителя Кегресса, поскольку его изготовление значительно задержало бы выпуск броневиков. Однако, поскольку использование движителя Кегресса обоснованно считалось перспективным, впоследствии предполагалась установка «кегрессов» на уже готовые бронемашины. Поэтому изобретателю поручили разработать схему установки его приспособлений на бронеавтомобиль «Фиат», для чего выделили ему одно из шасси «FIAT тип 55», однако из-за событий 1917 года данный проект так и не был осуществлён.

### Бронеавтомобили на базе «FIAT 60×90»
Когда в 1918 году шасси «FIAT тип 55» подошли к концу, инженеры Ижорского завода предприняли ряд попыток приспособить в качестве шасси для бронеавтомобиля американские легковые автомобили «FIAT 60×90», однако база автомобиля оказалась ненадёжной. Тем не менее, работы в этом направлении продолжались, и к марту 1920 года Ижорский завод разработал проект облегчённого бронирования специально для этого шасси, использовав при этом некоторые конструктивные элементы «Остина» Путиловского завода. В итоге две машины всё же были изготовлены, но дальнейшего развития проект не получил.

## Операторы
- РСФСР/ СССР

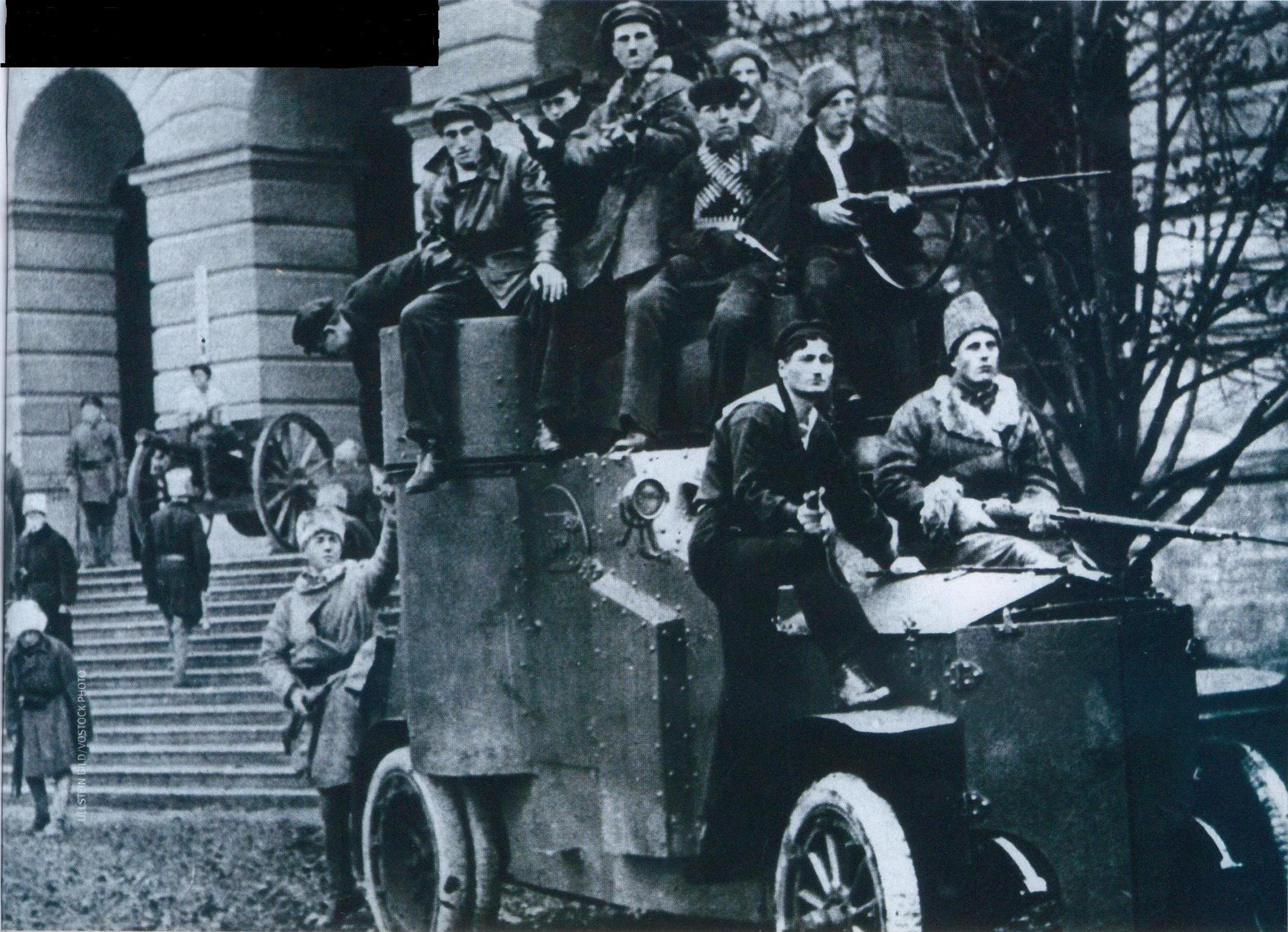
«Красный» «Фиат» Ижорского завода «Илья Муромец» у Смольного. 1917 год.

- Белое движение — по крайней мере 5 машин[3]
- Монголия — 2 машины[3]
- Польша — 2 машины[3]
- Германская империя — 1 машина[3]
- Латвия — 1 машина[3]
- Литва — 1 машина[3]
- Эстония — 1 машина[3]
- Румыния — по крайней мере 1 машина[3]

## Служба и боевое применение

### В частях РККА

Красные бронеавтомобили «Фиат» Ижорского завода отправляются на фронт. Конец 1918 года.

Первые «Фиаты» Ижорского завода начали поступать на вооружение частей Красной Армии летом 1918 года и активно использовались «красными» в ходе Гражданской войны. По другим данным, 36 готовых бронеавтомобилей были получены ещё до конца 1917-го. С налаживанием массового выпуска броневиков ижорские «Фиаты» стали вторыми по численности (после «Остинов» различных модификаций) бронеавтомобилями РККА.
В основном их применяли на территориях европейской части России и соседних государств, на некоторое время ставших независимыми — Латвии, Литвы, Эстонии. Кроме того, бронеавтомобили этого типа применялись РККА также в ходе советско-польской войны 1919—1921 годов. К примеру, по состоянию на 1 марта 1920 года в бронечастях Красной Армии Западного фронта находилось 43 бронеавтомобиля, из них 16 были ижорскими «Фиатами».
Два бронеавтомобиля, построенных в опытном порядке на базе легкового шасси «FIAT 60×90», применялись частями РККА при подавлении Кронштадтского восстания в 1921 году.

Из перечисленных бронеавтомобилей, помимо основного типа БА-27, могут быть использованы в военное время бронеавтомобили «Остин», «Фиат» и «Ланчестер». <…> В настоящее время все исправные бронеавтомобили «Остин» и «Фиат» сосредотачиваются на складе № 37 и зачисляются в неприкосновенный запас МВО. Неисправные бронеавтомобили тех же марок по мере отпуска кредитов ремонтируются тем же складом № 37 с последующим зачислением в неприкосновенный запас.— Анализ исполнительно-заготовительного плана 1929/30 по танковому, тракторному, автомобильному, броневому и бронепоездному имуществу
Таким образом, в 1930 году «Фиаты» были официально сняты с вооружения действующей армии, а сохранившиеся машины начали передавать на склад № 37. Оттуда в 1931 году, то есть через год после снятия с вооружения, часть бронеавтомобилей была передана различным военным учебным учреждениям в качестве наглядных пособий.
По состоянию на 1 марта 1931 года в различных военных учреждениях всё ещё имелось 44 экземпляра «Фиата» Ижорского завода. По одной машине имелось в распоряжении бронетанковых курсов ЛВО, Орловской танковой школы МВО и Ростовского автодорожного института, две были переданы Ленинградскому автодорожному институту, две — органам ОГПУ. Остальные 37 машин оставались на складе № 37. Примерно через года, в связи с развёртыванием производства новых отечественных бронеавтомобилей, их окончательно сняли с вооружения и отправили на слом.

### Экспорт
В 1921 году РККА передала два ижорских «Фиата» формирующейся в тот момент монгольской армии. До этого эти бронеавтомобили входили в состав частей РККА, сражавшихся на территории Монголии против китайских милитаристов и белогвардейцев генерала Унгерна фон Штернберга. Таким образом, эти два «Фиата» стали первыми образцами бронетехники монгольской армии. В составе монгольских вооружённых сил эти бронеавтомобили служили до начала 1930-х годов, после чего были разобраны.

### Трофейные машины

#### Белые армии
В ходе боевых действий Гражданской войны в России несколько «Фиатов» Ижорского завода были захвачены в качестве трофеев Белыми армиями и применялись против своих прежних хозяев.
В частности, в распоряжении бронечастей Вооружённых Сил Юга России имелось по меньшей мере четыре бронеавтомобиля «Фиат-Ижора». Известно, что один из них, носивший в РККА имя «Товарищ Артём», был захвачен у красных 24 июня 1919 года при взятии Харькова и переименован в «Полковника Туцевича», после чего действовал в составе Добровольческой Армии вплоть до осени 1919 года.
В том же 1919 году один «Фиат» под названием «Россия» имелся в составе дивизии А. П. Ливена Северо-Западной армии. 17 октября 1919 года бронеавтомобиль успешно поддержал атаку Волынского полка на деревню Луково под Петроградом, в результате чего части Белой армии не только заняли деревню, но также захватили пулемёты и много пленных. Через несколько дней этот «Фиат» был переброшен на другой участок фронта, но к тому времени ситуация изменилась в пользу красных и Луково снова пришлось оставить. Впоследствии этот броневик активно использовался на различных участках фронта, а в январе или феврале 1920 года командование разбитой Северо-Западной армии передало его эстонцам.
«Фиаты» Ижорского завода не следует путать с бронеавтомобилями на базе шасси «Фиат», строившимися в подконтрольных Омскому правительству Омске и Владивостоке в 1919—1920 годах (так называемые «Фиаты-Омские»).

#### Армии других стран
Трофейные «Фиаты» Ижорского завода имелись в распоряжении армий по меньшей мере шести стран.
В ходе советско-польской войны 1919—1921 годов две машины этого типа попали в руки Войска Польского. Первый броневик был захвачен 25 апреля 1920 года в районе деревни Марусино — машина угодила в канаву, откуда не смогла самостоятельно выбраться, после чего была оставлена командой. 31 мая того же года в районе Бобруйска второй «Фиат» был взят поляками в плен вместе с экипажем. Впоследствии эта машина получила имя «General Dowdor». Оба «Фиата» были включены в состав действующей армии и приняли участие в советско-польской войне, а после её окончания состояли на вооружении польской армии вплоть до начала 1930-х годов. Впоследствии один из них был передан в качестве музейного экспоната в крепость Модлин неподалёку от Варшавы. В сентябре 1939 года этот «Фиат» попал в руки захвативших Польшу немцев, после чего следы его теряются.
По крайней мере один «Фиат» Ижорского завода был захвачен немцами. Этот бронеавтомобиль, получивший в немецкой армии имя «Lottchen», в составе дивизии «Kokampf» участвовал в боях в Берлине в 1919 году.
В 1918 году один «Фиат» был захвачен латышами. Бронеавтомобиль получил имя «Staburags», и его использовали для борьбы с «красными», а после завершения войны этот «Фиат» по большей части эксплуатировался в качестве учебной машины. После включения Латвии в состав СССР часть латышских бронеавтомобилей осталась на вооружении и впоследствии была распределена между территориальными стрелковыми корпусами. К концу 1940 года в составе 181-й смешанной дивизии числилось три бронеавтомобиля, один из которых вполне мог быть тем самым «Фиатом». Данные о применении этого броневика в ходе начального этапа Великой Отечественной войны отсутствуют.

«Фиат» Ижорского завода «Žaibas» в составе литовской армии. 1930-е годы.

Один «Фиат» имелся в распоряжении литовской армии. Эта машина была захвачена ею в мае 1919 года, когда части 1-го пехотного полка РККА вышли на шоссе Укмерге — Утена в южных районах Литвы. В составе полка имелся одиночный бронеавтомобиль «Фиат» Ижорского завода (заводской номер 6739, выпущен в 1917 году). У деревни Клиненай броневик оторвался от основных сил полка и имел неосторожность обстрелять группу литовских солдат. Литовцы благоразумно отошли, а затем устроили на пути бронемашины засаду из поваленных деревьев. После короткого боя экипаж броневика был вынужден сдаться в плен. Технически исправный «Фиат» тотчас был включён в состав литовской армии, получив имя «Молния» (лит. Žaibas). С помощью этого броневика литовцы смогли очистить от остатков частей Красной Армии город Утена. Позднее, в ходе польско-литовской войны 1920 года, этот «Фиат» непродолжительное время использовался во в целом безуспешных боях с вторгшимися на территорию Литвы польскими войсками. «Молния» продолжала числиться в литовской армии вплоть до осени 1939 года, когда, по данным западных источников, она досталась немцам, аннексировавшим Клайпеду, где в это время находилась бронемашина.
Эстонская армия вплоть до начала 1930-х годов эксплуатировала «Фиат», доставшийся ей «в наследство» от Северо-Западной Белой армии, где он носил имя «Россия» (история его эксплуатации в Белой армии описана выше). В эстонской армии броневик получил имя «Wambola».
Наконец, один бронеавтомобиль «Фиат» Ижорского завода имелся в распоряжении Румынии, хотя не совсем понятно, когда и у какого конкретного военного соединения румынская армия захватила его.

## Оценка машины

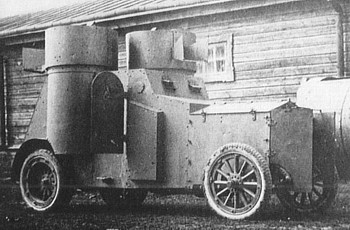
«Фиат-Ижорский» в действующей армии. Вид с правого борта. 1918 год.

В целом бронеавтомобили «Фиат» Ижорского завода являлись весьма успешными машинами, полностью адекватными своему времени. Хорошие проходимость и подвижность, сильное для лёгкого бронеавтомобиля вооружение и вполне приемлемое бронирование позволяли этому бронеавтомобилю успешно решать оставленные перед ним задачи — вести разведку и охранение, обеспечивать связь, преследовать противника, сопровождать пехоту, оперативно поддерживать войска на опасных направлениях.
Немаловажно также, что в период Гражданской войны «Фиаты» Ижорского завода были вторыми по численности броневиками России, уступая по этому показателю только «Остинам» разных модификаций.
Благодаря мощному двигателю и надёжному дисковому сцеплению они превосходили все остальные бронеавтомобили РККА и Белых армий по динамическим характеристикам на грунтовых и просёлочных дорогах. К примеру, бронеавтомобиль «Остин» Путиловского завода, имевший аналогичные вооружение и бронирование и близкую массу, из-за значительно более слабого двигателя (50 л. с. у «Остина» против 72 л. с. у «Фиата») имел меньшую удельную мощность и ощутимо уступал «Фиату» в скорости и маневренности. В проходимости «Фиаты» уступали только колёсно-гусеничным «Остинам-Кегрессам».
Использование в качестве базы бронеавтомобиля легкового шасси (хотя и усиленного типа) дало некоторый проигрыш в надёжности — к примеру, задние рессоры и дифференциал заднего моста ижорских «Фиатов» оказались недостаточно прочными. Выход был найден в замене его, по возможности, задним мостом от грузовиков «Фиат-1,5-тонный». Вообще же, «Фиаты» Ижорского завода оказались единственными из имевшихся в распоряжении РККА бронеавтомобилей «царской» разработки, для которых реально имелись запчасти — детали автомобилей советского производства. В частности, для ремонта «Фиатов» успешно использовались задний мост, элементы двигателя и рулевого управления от грузовиков АМО-Ф-15. В конечном итоге, именно благодаря этому факту «Фиаты» и продолжали активно использоваться броневыми частями РККА до 1930-х годов.

## Сохранившиеся экземпляры

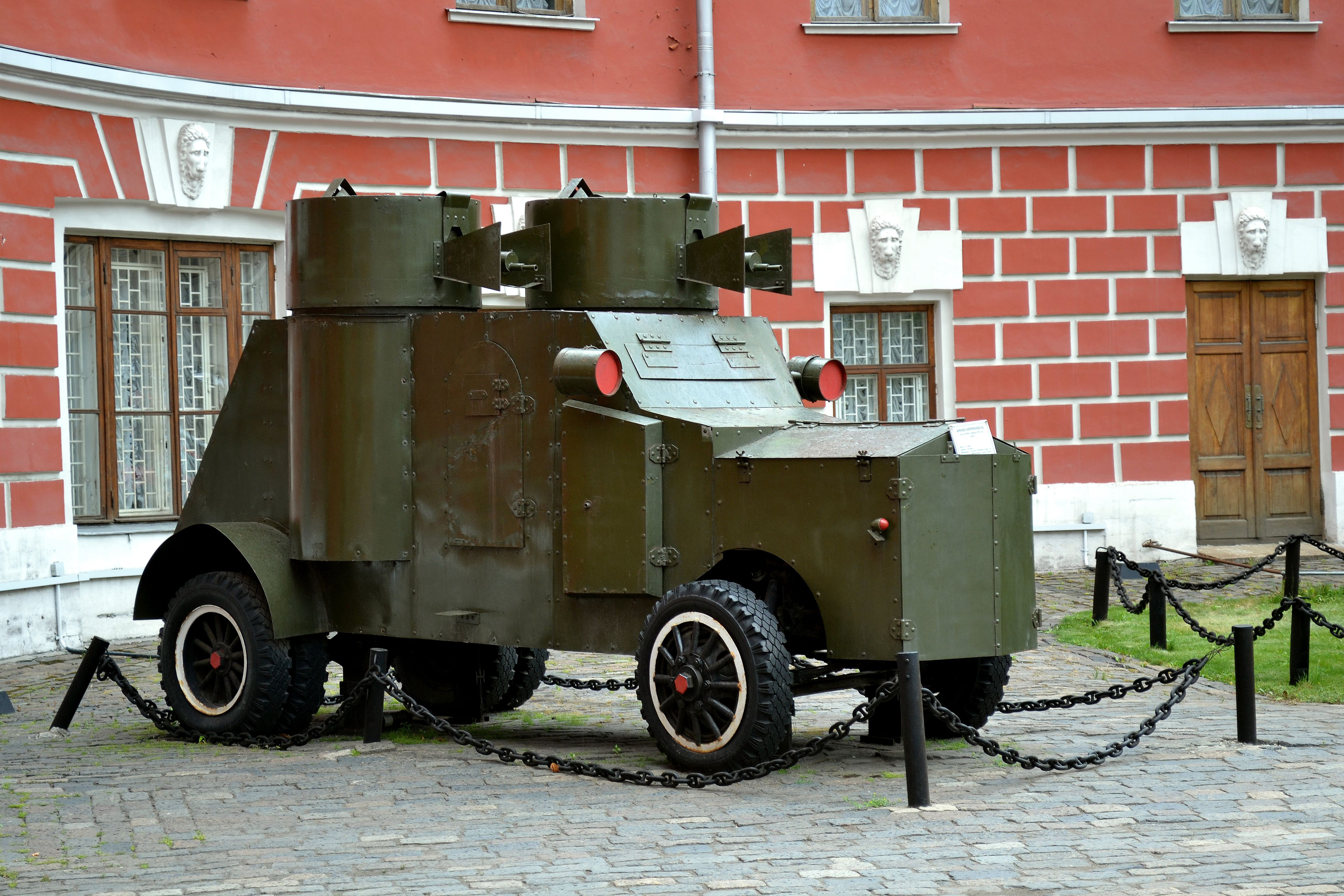
Макет «Фиат» Ижорского завода в Музее современной истории России

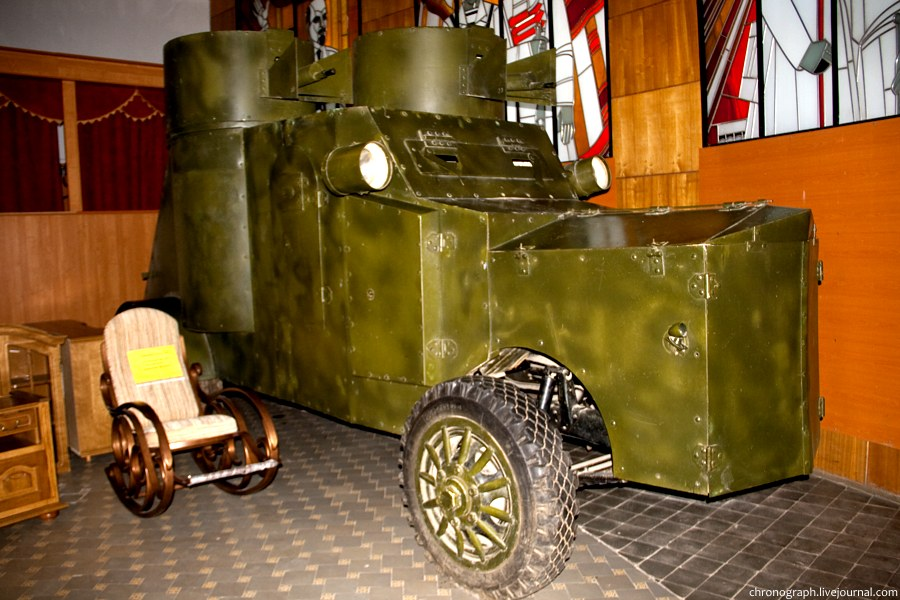
Макет «Фиат» Ижорского завода в Самарском музее ПриУрВО

Достоверно известно, что до наших дней сохранился по меньшей мере один подлинный экземпляр бронеавтомобиля «Фиат» Ижорского завода. Данная машина выпуска 1918 года находится в павильонной экспозиции Центрального музея Вооружённых Сил в Москве.
Позднейшие не совсем точные макеты бронеавтомобиля имеются в московском Музее современной истории России и Самарском военно-историческом музее Краснознамённого Приволжско-Уральского военного округа. Ещё один макет бронеавтомобиля «Фиат» Ижорского завода под названием «Кречет» был построен в 1967 году на базе автомобиля ГАЗ-51 и участвовал в праздничном параде на Красной площади в честь 50-летия Октябрьской революции. В начале 1990-х порядком изношенный макет едва не отправился на металлолом, однако был восстановлен поисковой группой «Экипаж» и в данный момент периодически используется в различных мероприятиях исторической реконструкции. По ряду данных, все три указанных макета идентичны и были изготовлены в 1967 году в составе партии из 7 машин, предназначенных для участия в юбилейных мероприятиях в разных городах страны.

## «Фиат» Ижорского завода в массовой культуре
В компьютерных играх, посвящённых военным конфликтам соответствующего периода, «Фиат» Ижорского завода отсутствует.
В индустрии стендового моделизма броневик практически отсутствует. Единственная относительно широкотиражная модель-копия в масштабе 1:35 выпускается из эпоксидной смолы польской фирмой «Armo» (номер по каталогу Armo 35021). Качество отливок весьма высоко, но моделисты высказывают претензии к степени соответствия модели оригиналу.